# فرانس ماسيريل
فرانس ماسيريل (31 يوليو 1889 - 3 يناير 1972) كان رساماً فلمنكياً وفناناً عمل بشكل رئيسي في فرنسا. وهو معروف بشكل خاص بقطع خشبية. يُقال عموماً أن أعظم أعماله هي رواية رحلة عاطفية (بلا كلمات). أكمل أكثر من 20 رواية أخرى بلا كلمات في حياته المهنية.
أثرت نقوش ماسيريل الخشبية على ليند وارد وفنانين لاحقين مثل كليفورد هاربر وإريك دروكر.

## روابط خارجية
- فرانس ماسيريل على موقع IMDb (الإنجليزية)
- فرانس ماسيريل على موقع الموسوعة البريطانية (الإنجليزية)
- فرانس ماسيريل على موقع مونزينجر (الألمانية)
- فرانس ماسيريل على موقع ميوزك برينز (الإنجليزية)
- فرانس ماسيريل على موقع ديسكوغز (الإنجليزية)
- فرانس ماسيريل على موقع قاعدة بيانات الفيلم (الإنجليزية)
- فرانس ماسيريل على موقع كينوبويسك (الروسية)